# Rio Anieșul Mare
O Rio Anieşul Mare é um rio da Romênia afluente do rio Anieş, localizado no distrito de Bistriţa-Năsăud.